# Kosovos demokratiska parti
Kosovos demokratiska parti (albanska:Partia Demokratike e Kosovës, PDK) är ett politiskt parti i Kosovo som grundades 1999. Partiledaren är Memli Krasniqi.